# 香港発活劇エクスプレス 大福星
『香港発活劇エクスプレス 大福星』（ほんこんはつかつげきエクスプレス だいふくせい、原題：福星高照、英題：My Lucky Stars）は、1985年に公開された香港映画。『五福星』に次ぐ福星シリーズ第2弾。ゴールデン・ハーベスト製作。

## 概要
サモ・ハン・キンポー監督・主演の福星シリーズ第2弾。主演の五人組メンバーの1人がジョン・シャムからエリック・ツァンに変わっている。当時の香港映画では珍しい日本ロケで、「富士急ハイランド」の観覧車やお化け屋敷、「都営新宿線」などが登場する。日本劇場公開版ではジャッキー・チェン主演となって編集されていた。サントラのLPが日本独自にポニー・キャニオンから発売された。内容は時代錯誤の歌2曲にユン・ピョウの歌と本編とは違う音楽に本作からの台詞を挿入するという構成である。
香港では当時の歴代興行収入の記録を塗り替える大ヒットとなり、第3弾の『七福星』が本作のわずか半年後に公開され、85年の香港興行成績ランキングの1位と2位を独占している（本作品が1位で、『七福星』が2位。また、3位に『ポリス・ストーリー 香港国際警察』、5位に『ファースト・ミッション』、13位に『プロテクター』となっている）。

## ストーリー
香港警察特捜部のジャッキー（ジャッキー・チェン）とリッキー（ユン・ピョウ）はマフィア「かかし組」を追っていたが、追跡してやってきた富士急ハイランドでリッキーが捕まってしまう。
相棒を失ったジャッキーは香港からの応援として旧友のデブゴン（サモ・ハン・キンポー）を派遣するよう要請し、デブゴンの仲間たちと共に日本へ来てリッキー救出とかかし組の逮捕に挑む。

## 登場人物
- サモ・ハン・キンポー：キッドスタッフ（テレビ吹き替え版は「デブゴン」、刑務所では囚人番号1663）

出所は再来年予定であったが、リッキー救助の協力を条件に釈放される。クンフーの腕もかなりのものであるが、悪友であるマッスルに協力するのが納得出来ず一時は拒否していた。警察の採用試験に落ちた過去があり、根っからの悪人ではない。渋々ながらマッスルの援護として自分が集めた仲間と共に来日する。
- リチャード・ン：サンディ（テレビ吹き替え版は「念力」、一部で「クレイジー」）

『五福星』で演じたスケベな超常現象マニアの役が踏襲されている。精神病院にいたところを、キッドにスカウトされる。
- チャールス・チン：ハーブ（テレビ吹き替え版は「ハンサム」、一部で「二枚目」）

こちらも『五福星』を踏襲した役。ナンパ癖も変わってなく、同じく貴金属や宝石の窃盗で生計を立てている。拳法も少し使えるがキッドやマッスルには及ばない。
- フォン・ツイファン：ローハイド（生皮の意、テレビ吹き替え版は「ヒゲ」）

彼だけは『五福星』出演者で因果関係がない役処である。歯医者に強盗に入ってる所にやってきた、ヤクザな男から愛人の浮気相手と間違えられて襲われている所をキッド達に救われ仲間になる。メンバーでは年長者。
- エリック・ツァン：ラウンドヘッド（円頭党員の意、テレビ吹き替え版は「ウスノロ」、一部で「ちび」）

新メンバー。小柄で少々抜けているが、従順な性格を買われてキッドからスカウトされる。
香港警察
- ジャッキー・チェン：マッスル（テレビ吹き替え版では「ジャッキー」）

キッドスタッフの幼馴染（しかしキッドをダシにしていたので恨まれている）で香港の刑事。任務で来日していたが、かかし組に相棒のリッキーが捕まり、援護要請としてキッドの出所を依頼したのも彼である。
- ユン・ピョウ：リッキー

マッスルの相棒である刑事であるが、序盤でかかし組に捕まって監禁されてしまう。後半で漸く戦線に復帰した。
- ウォルター・チョウ：ウォルター・ツァオ特捜部長

マッスル、リッキー、バーバラの上司。
- シベール・フー：バーバラ・ウー警部（テレビ吹き替え版ではニックネーム「リカ」）

特捜部の婦人警官。リッキー救助の為にキッド達と共に来日する。寝食を共にしているので様々なセクハラに遭う。キッドに好意を持っている様だが利用してるだけとも取れるので真意は不明である。多少はカンフーも使える。
- ラム・チェンイン： 汚職警官

かかし組
- ポール・チャン：ボス

今回の事件の黒幕。キッドの仲間を人質に身代金を要求する。
- 西脇美智子：博打の壺振りの女性

和服姿で登場したが、実はかかし組の用心棒であった。西脇の筋肉美を活かしてレオタード姿で戦った。バーバラを圧倒するが、援護に来たキッドにワンパンチでKOされてしまう。
- ユン・ワー：ラウ・カーウィンのスタントで出演している。遊園地でデブゴンをお化け屋敷に案内するギャング役で出演が確認できる。
- ラウ・カーウィン：オフダ

## キャスト
| 役名                                 | 俳優                 | 日本語吹替 (日本テレビ版) |
| ------------------------------------ | -------------------- | ------------------------- |
| キッドスタッフ/デブゴン/囚人番号1663 | サモ・ハン・キンポー | 水島裕                    |
| サンディ/念力/クレイジー             | リチャード・ン       | 青野武                    |
| ハーブ/ハンサム/二枚目               | チャールズ・チン     | 安原義人                  |
| ローハイド/ヒゲ                      | フォン・ツイファン   | 羽佐間道夫                |
| ラウンドヘッド/ウスノロ/ちび         | エリック・ツァン     | 小松政夫                  |
| マッスル/ジャッキー                  | ジャッキー・チェン   | 石丸博也                  |
| リッキー                             | ユン・ピョウ         | 堀秀行                    |
| ウォルター・ツァオ特捜部長           | ウォルター・チョウ   | 熊倉一雄                  |
| バーバラ・ウー警部/リカ              | シベール・フー       | 井上瑤                    |
| 汚職警官                             | ラム・チェンイン     | 天地麦人                  |
| ボス                                 | ポール・チャン       | 川合伸旺                  |
| 博打の壺振りの女性                   | 西脇美智子           | 西脇美智子                |
| オフダ                               | ラウ・カーウィン     | 二又一成                  |

- 日本テレビ版：初回放送:1987年1月2日『金曜ロードショー 新春特別企画第①弾』21:00〜22:51 ※DVD収録

## スタッフ
- 監督：サモ・ハン・キンポー
- 協力：三菱自動車、ラルフ・ローレン
- 日本劇場版主題歌：時代錯誤「幸運序曲〜大福星のテーマ〜」(1985.07.05、キャニオンレコード)

作詞：パンタ/作曲：鈴木慶一/編曲：浦田恵司
- 香港劇場版主題歌：ジェニー・ツェン（甄妮）「同是世俗人」

作詞：ピーター・ライ（黎彼得）/作・編曲：マイケル・ライ（黎小田）
- 日本劇場版挿入歌：ユン・ピョウ「KUNG FU STAR」

作詞：グレゴリー・スター/作曲：芳野藤丸/編曲：甲斐正人
日本語版製作スタッフ
- 演出:蕨南勝之
- 翻訳:額田やえ子
- 調整:近藤勝之
- 効果:新音響
- 制作:コスモプロモーション

## 日本ロケ
1984年12月18日～1985年1月5日まで日本ロケ。12月18日東京ヒルトンホテル41階スイートルーム四部屋を使い撮影。撮影終了後はそのまま関係者の寝室となった。サモ・ハン・キンポー監督は12作目の監督作品。「街の様子、冬の景色など他の都市にはない魅力がある」という理由で日本ロケを決めた。スタッフは45人。脚本はあるが盗難を恐れて印刷をせず、撮影するシーンごとに監督がキャスト・スタッフに説明してリハーサル→本番の繰り返し。ジャッキー・チェンは12月21日夜に来日し、12月22日早朝からの山梨県富士吉田市の富士急ハイランドロケから撮影に参加。メリーゴーラウンドの高さ25メートルの鉄柱をよじ登って降りるシーンで右足首を痛めた。そのまま撮影を続けたが、日本の予想外の寒さもあって筋肉がこわばり症状を悪化させ、12月25日成田空港から車イスで帰国した。

## 日本劇場公開版
日本での同時上映は『嵩山少林寺』。日本劇場公開版は、時代錯誤の主題歌（挿入歌）、ユン・ピョウの挿入歌、オリジナルBGMが使用されていた。その日本劇場公開版は、1987年日本テレビ「金曜ロードショー」でTV放送された。ちなみに、ポニーキャニオンから発売されたビデオ・LDは、BGMが違う香港公開版に最後に時代錯誤の主題歌を追加したオリジナルバージョンで、現在発売のDVD・BDに日本劇場版と表記され収録されているのは、このポニーキャニオンビデオバージョンであり、正規の日本劇場公開版ではない（その代わりに吹き替え音声がTV放送使用のため、そちらが正規の日本公開版となる）。
2014年12月に発売された国内版ブルーレイでは、1985年当時の日本劇場公開版フィルムをニュープリントテレシネ/HDリマスタリングで全編収録されており、公開から約30年を経てようやく日本公開版の初ソフト化が実現された。